# Isabellaspinner

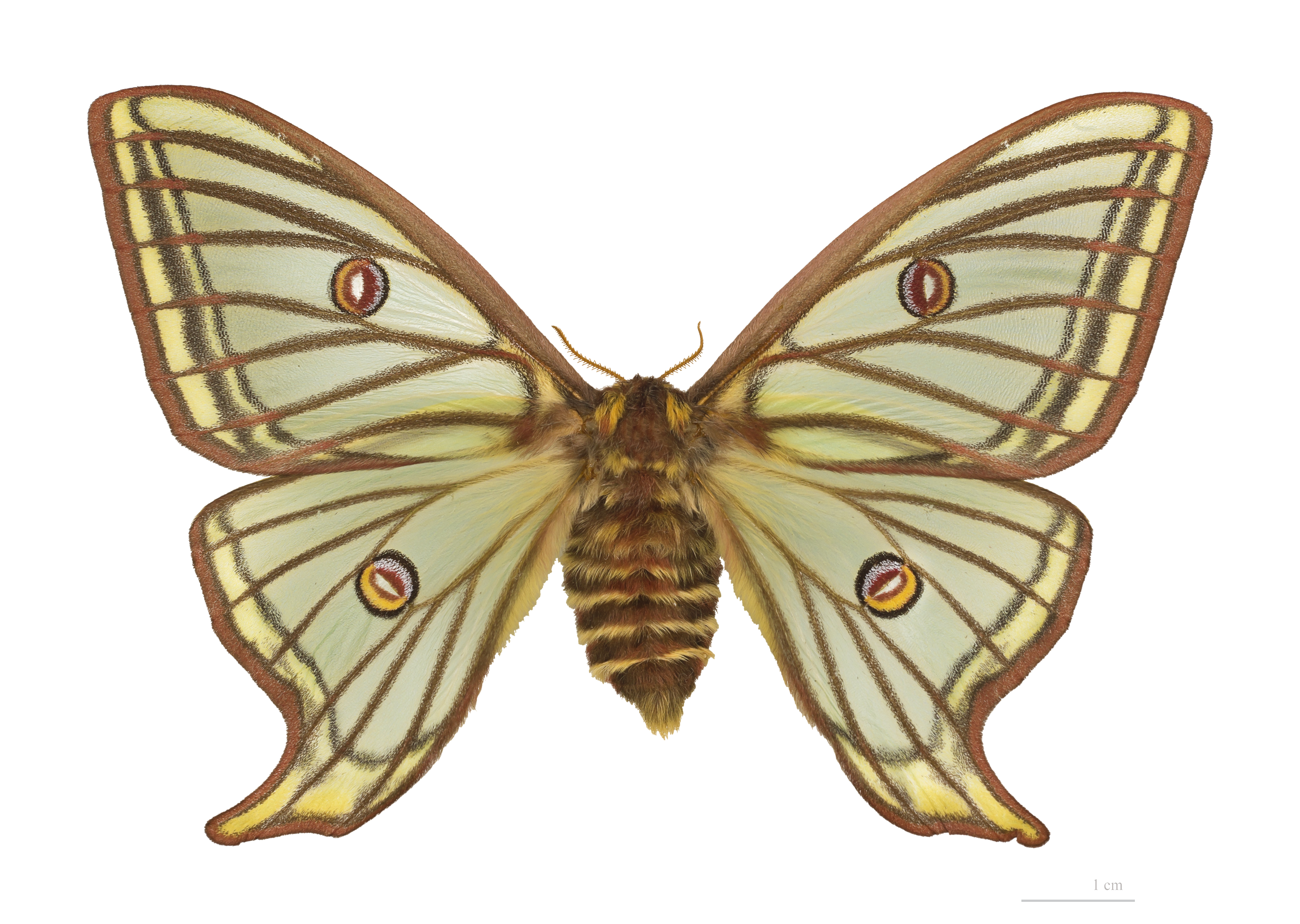
Präparat eines Weibchens

Der Isabellaspinner (Graellsia isabellae) ist ein Schmetterling aus der Familie der Pfauenspinner (Saturniidae). Er ist die einzige Art der Gattung Graellsia, zu der er seit 1896 und erneut nach einer Untersuchung von Ylla, Peigler & Kawahara im Jahr 2005 gestellt wurde. Dazwischen ordnete man ihn in die nahe verwandte Gattung Actias ein. Er ist der basalste Vertreter der Actias- und Argema-Linie, von der er sich als erste Art abgespalten hat. Die kälteadaptierte Art hat eine inselartige südwesteuropäische Verbreitung und ist deswegen in Spanien und Frankreich geschützt. Die Art ist aufgrund ihrer Größe und Färbung in Europa unverwechselbar. Sie besiedelt Kiefernwälder, da sich die Raupen in der Natur ausschließlich von diesen Pflanzen ernähren. Benannt ist die Art nach der Königin von Spanien, Isabella II.

## Merkmale

### Falter
Die Falter haben eine Flügelspannweite von 65 bis 90 Millimeter (Männchen) bzw. 70 bis 100 Millimeter (Weibchen), wobei Tiere aus Zuchten nicht selten deutlich kleiner sind. Die Tiere haben eine grüne Färbung, ähnlich dem nordamerikanisch verbreiteten Actias luna, unterscheiden sich von dieser Art jedoch durch ihre stark mit rotbraunen Schuppen gerandeten Flügeladern, dem ebenso gerandeten Vorderrand und Saum und der gelbgrünen Farbe, die auf den Schwänzen der Hinterflügel, auf den Submarginalregionen bis zum Saum sowie auf der Basis der Flügel die blassgrüne Farbe ersetzt. Die breiten, nach außen gekrümmten Schwänze sind bei Männchen mehr als doppelt so lang wie bei den Weibchen. Es ist ein kurzes postbasales, konkaves Querband und ein submarginales, kräftiges Doppelband ausgebildet. Das äußere der Doppelbänder, das etwas verschwommen gezeichnet ist, endet jedoch vor der Flügelspitze. Die Fühler sind beim Männchen dunkel rotbraun und haben Kammzähne, die zur Spitze und Basis kürzer werden, wodurch die Fühler blattförmig erscheinen. Kopf und Thorax sind braunviolett mit zitronengelbem Halskragen und Schulterklappen. Der Hinterleib hat eine bräunlich-violette Farbe und trägt auf jedem Segment gelblichgraue Ringe. Der rötlich braune Augenfleck ist mittig durchsichtig und gelb und schwarz umringt. Die Flügel sind leicht durchscheinend. Die Art ist in Form und Färbung sehr variabel und es treten auch bei Tieren desselben Eigeleges starke Unterschiede in Körpergröße und Ausbildung der Musterung bzw. Färbung auf.
Die Weibchen unterscheiden sich von den Männchen durch ihre dünneren, nur kurz und fein gezähnten Fühler und ihre breiteren Vorderflügel. Der Außenrand der Vorderflügel ist beim Weibchen leicht konvex und nicht leicht nach innen geschwungen, zudem ist die Flügelspitze eckiger. Die Schwänze der Hinterflügel sind beim Weibchen viel kürzer und laufen spitzer zu.

### Ei
Die ovalen Eier messen 2,0 mal 1,8 Millimeter, sind jedoch dorsal verjüngt. Sie sind cremefarben mit dunklen, olivgrünen Flecken. Die Mikropyle ist gut erkennbar.

### Raupe
Die Raupen werden 70 bis 80 Millimeter lang. Sie sind nach dem Schlupf etwa fünf Millimeter lang. Während der ersten drei Stadien sind die Raupen überwiegend graubraun, mit unregelmäßigen Flecken und Höckern und imitieren das Aussehen der kleinen Zweige, auf denen sie sitzen. Im vierten Stadium ähneln die meisten Raupen denen von Actias selene, haben jedoch eine graubraune Grundfarbe mit einigen grünen, braunen und gelben unregelmäßigen Flecken. Das Nackenschild trägt vier Dorne. Im fünften Stadium sind die Tiere apfelgrün und mit kleinen weißen Punkten übersät, aus denen wenige, lange braune Haare entspringen. Die Raupen tragen ein breites, braunes Rückenband, das weiß gerandet ist. Auf jedem Segment befindet sich ein mattroter Ring, der auf jeder Seite durch zwei bis drei weiße Flecken unterbrochen ist. Die Segmente am Thorax sind mit gelben Ringen versehen. Bauchseite und Kopf der Raupen sind rotbraun.

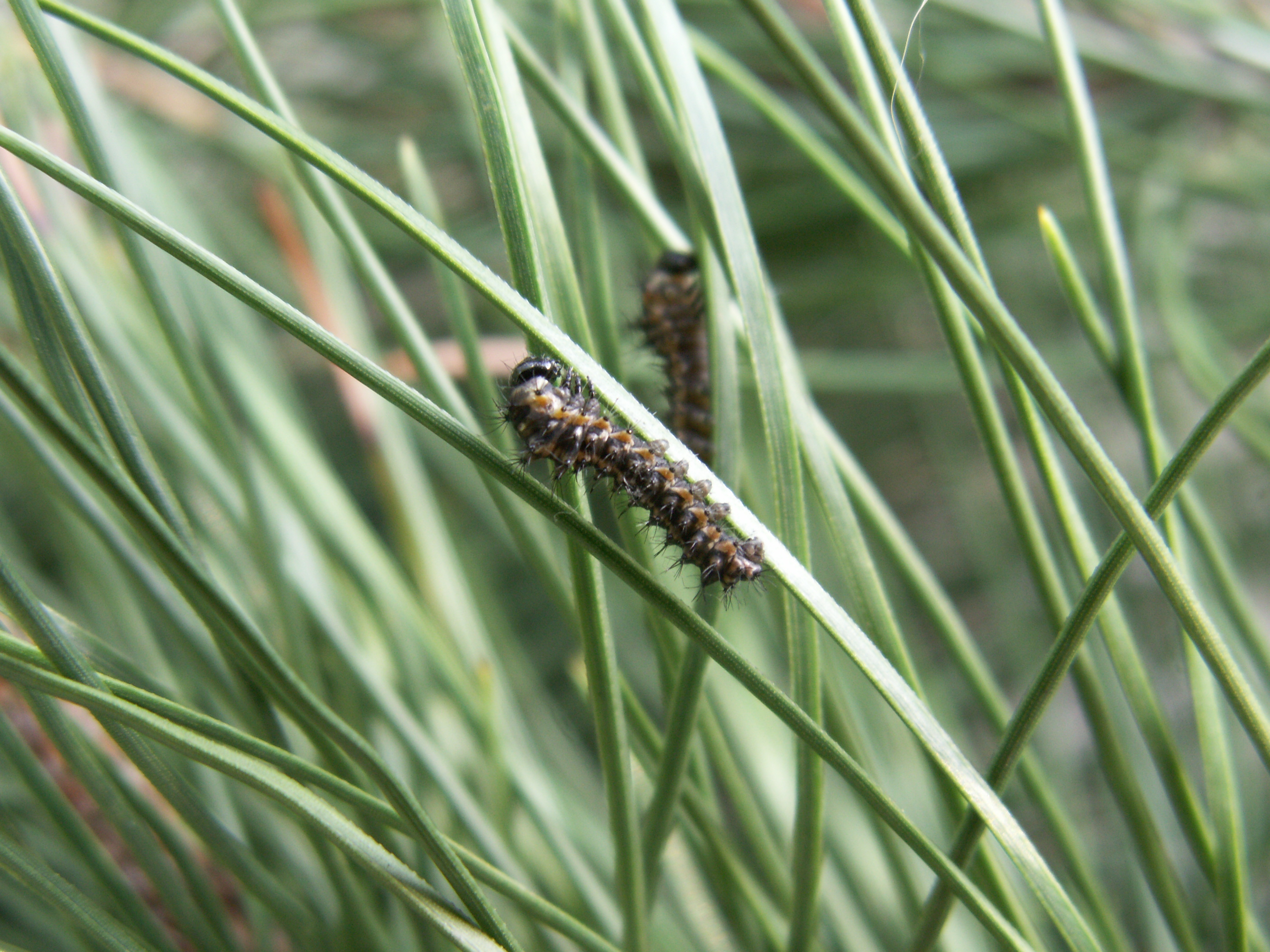
Raupe im ersten Stadium
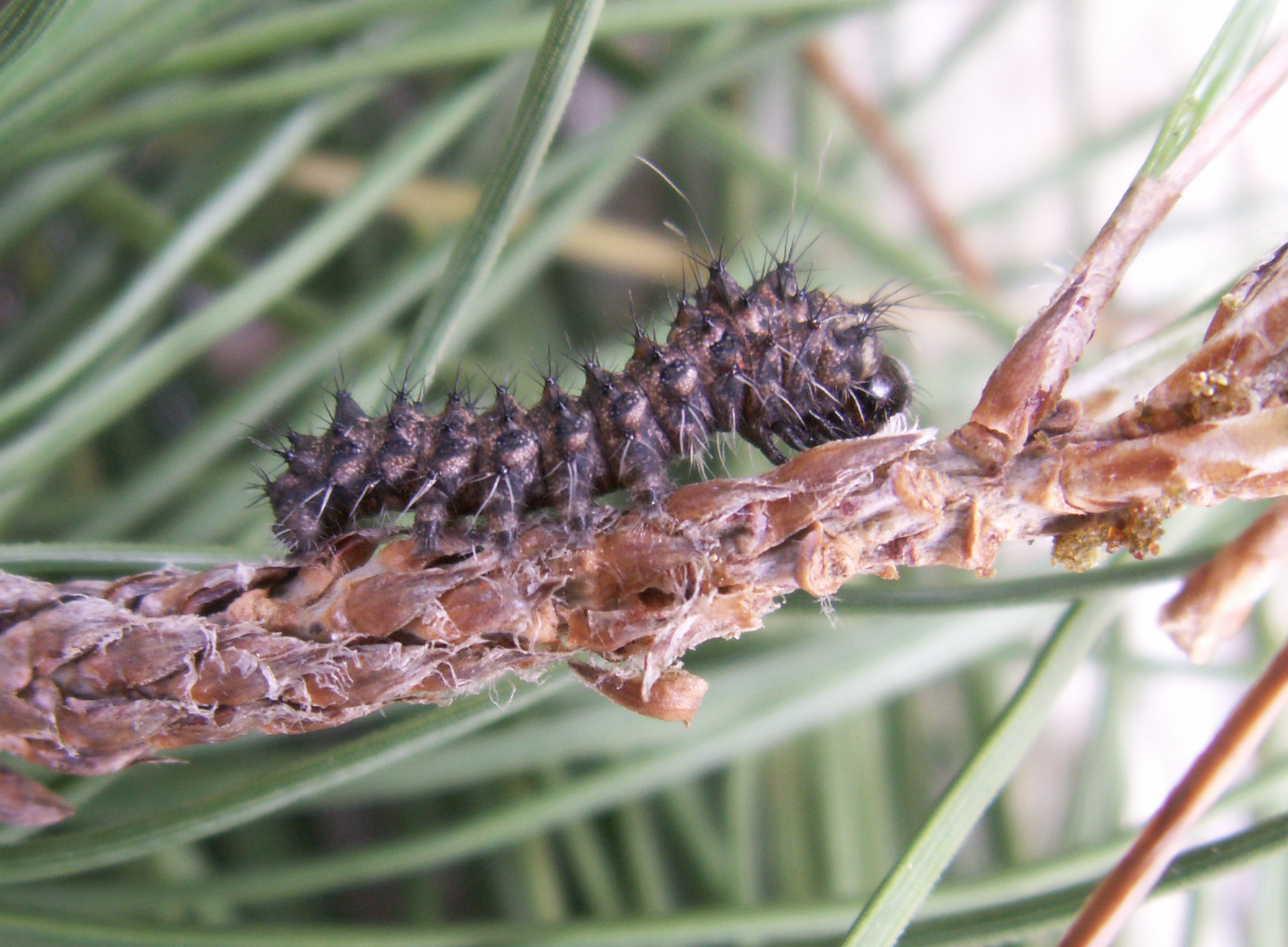
Raupe im zweiten Stadium
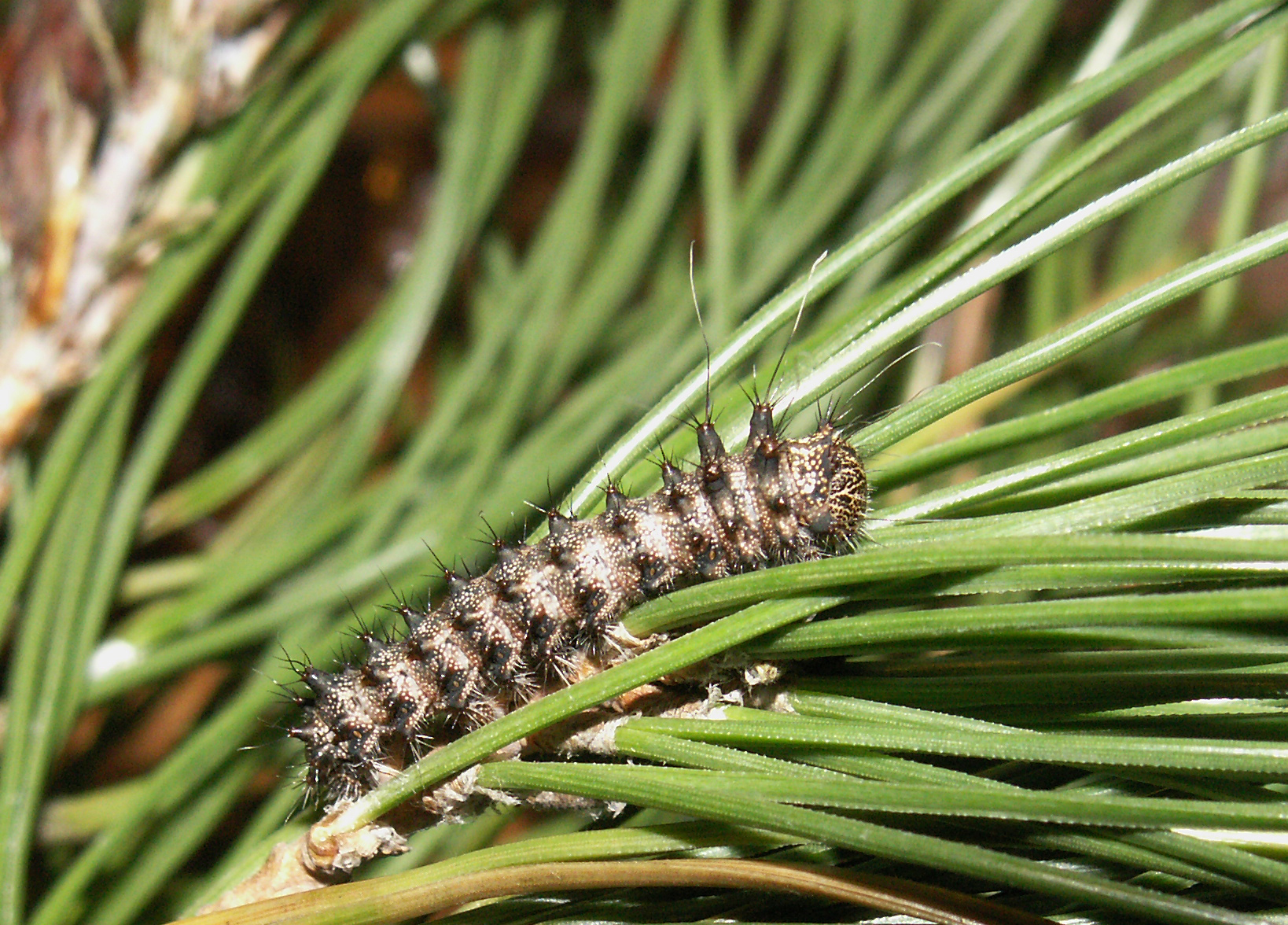
Raupe im dritten Stadium
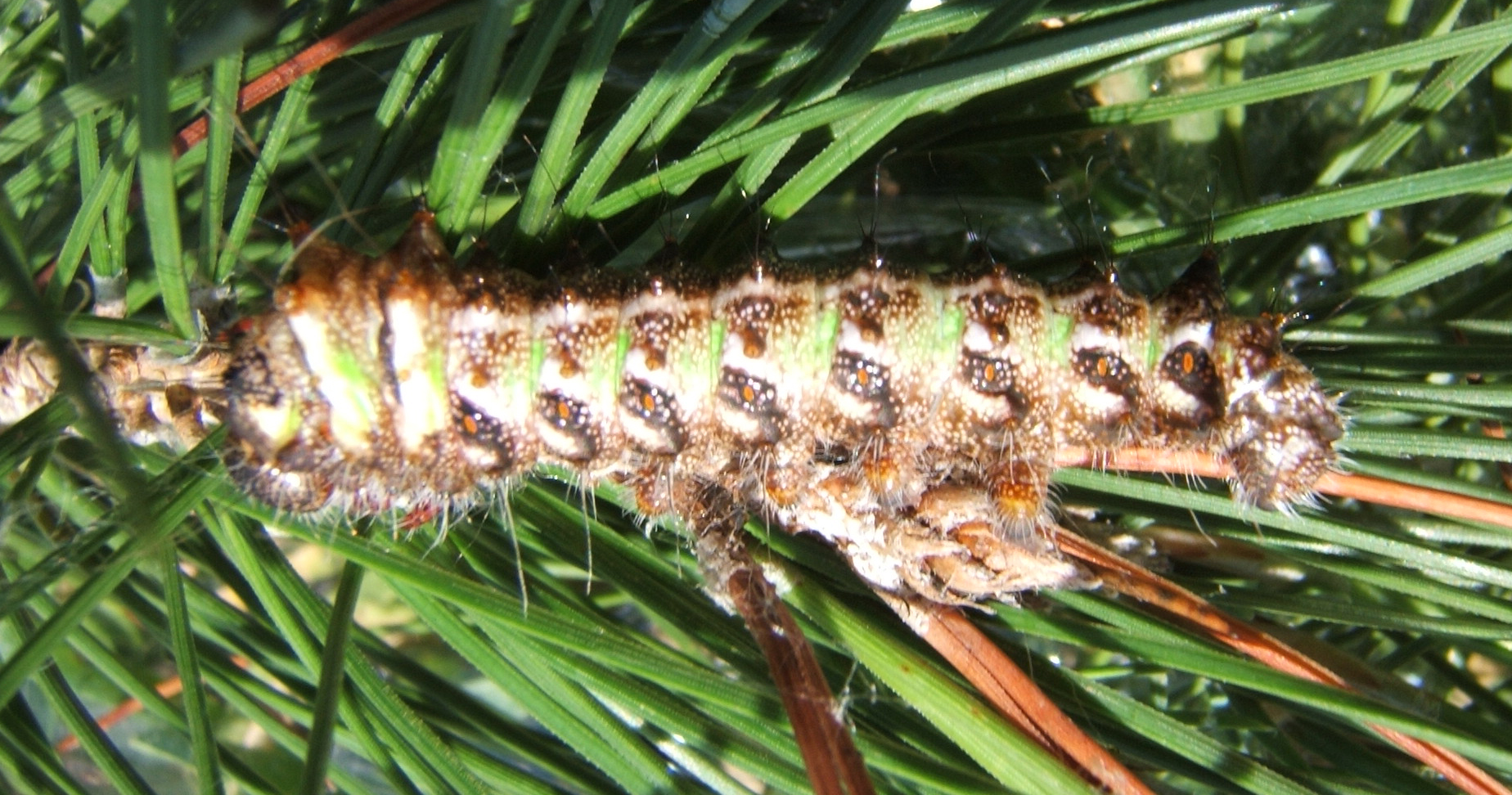
Raupe im vierten Stadium
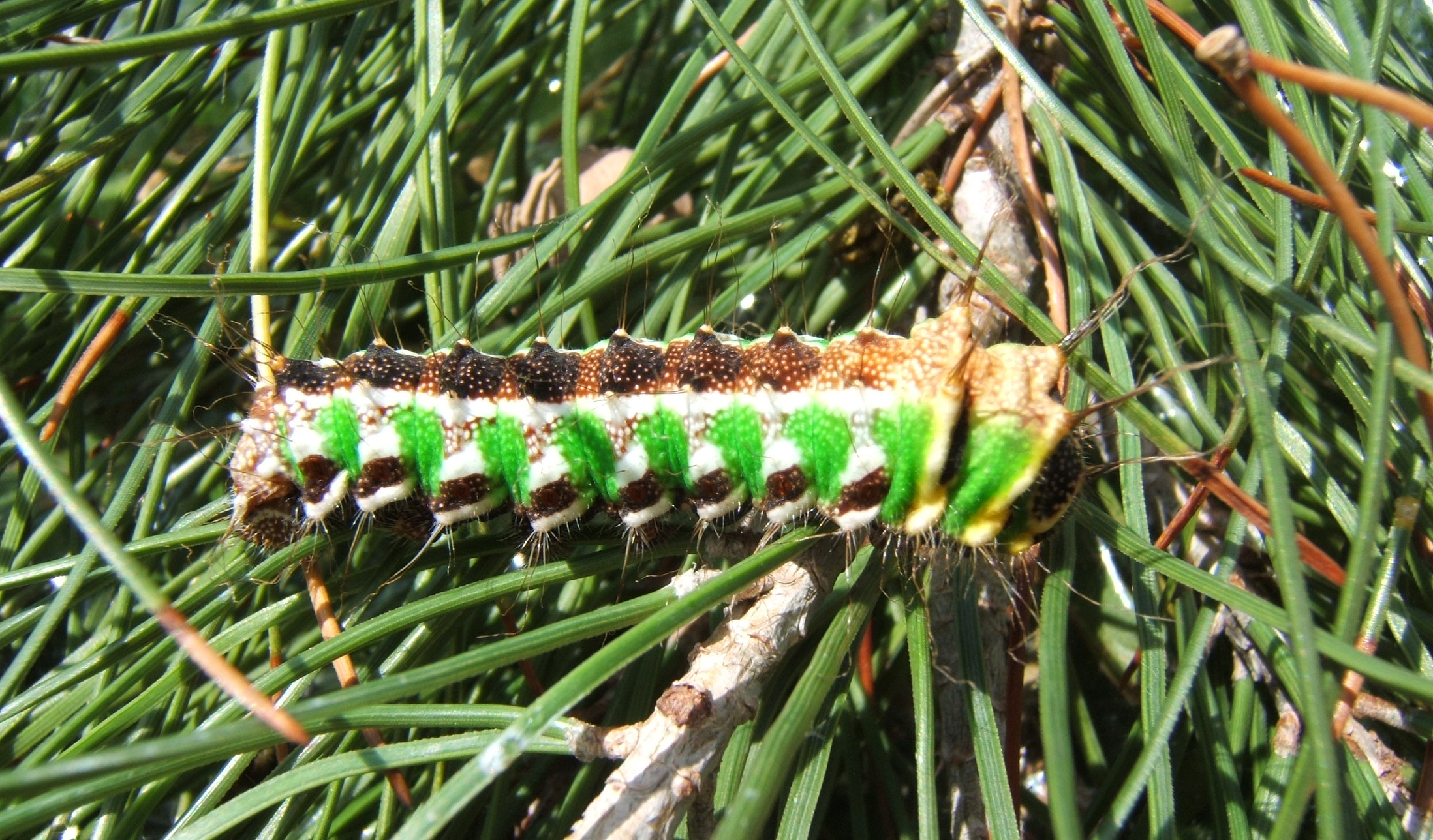
Ausgewachsene Raupe im fünften Stadium

### Puppe
Die Puppe ist 32 bis 35 Millimeter lang. Sie ist mahagonibraun und hat in ihrer Form Ähnlichkeit mit der des Wiener Nachtpfauenauges (Saturnia pyri).

## Vorkommen und Lebensraum

Verbreitung der Art

Die Art kommt in Spanien in den Bergregionen Zentralspaniens, wie etwa der Sierra de Guadarrama, den Montes Universales, der Sierra de Javalambre und der Sierra Gudar, in Südspanien in der Sierra de Segura, den zentralen und östlichen Pyrenäen Spaniens, im Roncal-Tal und in der Sierra de Montgrony vor. Von dort erstreckt sich das Verbreitungsgebiet nach Südfrankreich. Man findet sie darüber hinaus in einem kleinen Bereich des Hochgebirges im Südosten Frankreichs um Briançon sowie im Kanton Wallis. Dort wurde die Art erstmals 1987 nachgewiesen und gilt mittlerweile als dauerhaft vorkommend. Es ist jedoch unbekannt, ob die Art dort eingeflogen ist oder durch den Menschen eingeschleppt wurde. Neueste Meldungen aus dem Norden Italiens benötigen derzeit noch eine Bestätigung.
Die Tiere besiedeln alte Kiefernwälder zwischen 500 und 1800 Meter Seehöhe. Im Kanton Wallis findet man sie in lichten Kiefernwäldern an Südhängen zwischen 800 und 1600 Metern Seehöhe. Sie ertragen verhältnismäßig große Temperatur- und Feuchtigkeitsschwankungen, können aber extreme Hitze und lange Trockenheit nicht überstehen. Die an die Kälte angepasste Art könnte während der interglazialen Warmzeiten vermutlich deutlich weiter verbreitet gewesen sein. Nach dem Ende der letzten Eiszeit dürfte sich die Art jedoch nicht schnell genug an die starke Erwärmung angepasst haben, sodass sie in den kälteren südlichen Bergregionen gefangen war, ohne dass sie die nördlichen Gebiete wieder besiedeln hätte können.

## Lebensweise
Beide Geschlechter der nachtaktiven Art fliegen ab der Abenddämmerung. Sie fliegen bereits ab einer Temperatur von nur 5 °C. Die Paarung dauert mehr als zwei Stunden. Die Falter ruhen auf Stämmen, jungen Bäumchen und kleinen Ästen nahe am Waldboden. Vor allem die Männchen schlagen dabei mit ihren Flügeln. Sie sind dabei sehr gut getarnt.

### Flug- und Raupenzeiten
Die Falter fliegen abhängig von der Höhenlage und dem damit verbundenen Frühlingsbeginn zwischen März und Anfang Juli in einer Generation.

### Nahrung der Raupen
Die Raupen ernähren sich ausschließlich von den Nadeln von Kiefern (Pinus), wie beispielsweise von Waldkiefer (Pinus sylvestris) und diversen Unterarten der Schwarzkiefer (Pinus nigra). In der Zucht werden jedoch auch Amberbäume (Liquidambar) angenommen.

## Entwicklung
Die Weibchen legen ihre Eier einzeln oder in kleinen Gruppen an der Basis von jungen Kiefernnadeln ab. Die Raupen schlüpfen nach 10 bis 15 Tagen. Sie fressen zunächst teilweise die Eischale. Anfangs sitzen die Raupen auf den Kiefernnadeln. Ab dem zweiten Stadium sitzen die meisten Tiere kopfüber an der Basis der Nadeln oder auf einem freiliegenden, älteren Ästchen. Dort sind sie durch ihre Färbung gut getarnt. Bis zum vierten Stadium werden nahezu ausnahmslos ältere Nadeln aus dem Vorjahr gefressen. Die einzeln lebenden, ausgewachsenen Raupen blähen beim Ruhen die vorderen Körpersegmente häufig auf, sodass sie Ähnlichkeit mit einem Kiefernzapfen haben. Die Entwicklung kann unter kühlen Bedingungen bis zu zwei Monate dauern. Während dieser Zeit werden sehr viele Kiefernnadeln gefressen, weswegen gelegentlich auch jüngere, zumindest etwas gereifte Nadeln gefressen werden. Unter idealen Bedingungen durchleben die Raupen vier statt fünf Stadien, wobei sie dann im vierten Stadium ihre endgültige Färbung ausbilden. Die Verpuppung erfolgt in einem dünnwandigen, im Durchschnitt 55 mal 30 Millimeter messenden, ungleichmäßigen bis langgestreckten, sich verjüngenden, unverschlossenen, goldbraunen Kokon. In ihn werden abgestorbene Kiefernnadeln eingearbeitet. Der Kokon wird vor allem an der Basis der Nahrungspflanze entweder inmitten abgestorbener Nadeln oder zwischen den Nadeln und dem Boden gesponnen. Er liegt meistens horizontal, mit der Austrittsöffnung dorsal am dickeren Ende. Die Puppe ist sehr kälteresistent und kann bei milden Wintern auch mehr als ein Jahr überliegen.
Die Raupenfliegen Compsilura concinnata, Drino inconspicua, Masicera silvatica und Phaonia signata, sowie vermutlich auch die Schlupfwespen Pimpla robusta, Ichneumon microstictus und Ichneumon sulfuripes sind Parasitoide des Isabellaspinners.

## Gefährdung und Schutz
Die Art kommt verbreitet, jedoch nur in lokal mit geringen Individuenzahlen auftretenden Populationen vor. Sie ist in Südfrankreich und in Spanien unter Schutz gestellt.

## Taxonomie und Systematik
Der Isabellaspinner wurde 1849 anhand eines in der Sierra de Guadarrama am Monte de Pinares Llanos gefundenen Tieres von Mariano de la Paz Graëlls y de la Aguera als Saturnia isabellae erstbeschrieben. 1896 stellte Augustus Radcliffe Grote die Art in die monotypische Gattung Graellsia. Wolfgang Nässig synonymisierte diese Gattung 1991 mit der nahe verwandten Gattung Actias, da er auf Grund der äußerlichen Ähnlichkeiten davon ausging, dass ansonsten die Gattung Actias paraphyletisch sei. Eine Untersuchung anhand von morphologischen, molekularen und phänologischen Merkmalen aus dem Jahr 2005 zeigte jedoch, dass die Trennung der beiden Gattungen gerechtfertigt scheint, obwohl sich der Isabellaspinner sogar mit mehreren Arten der Gattung Actias im Labor hybridisieren lässt.

## Belege